# Yale School of Drama

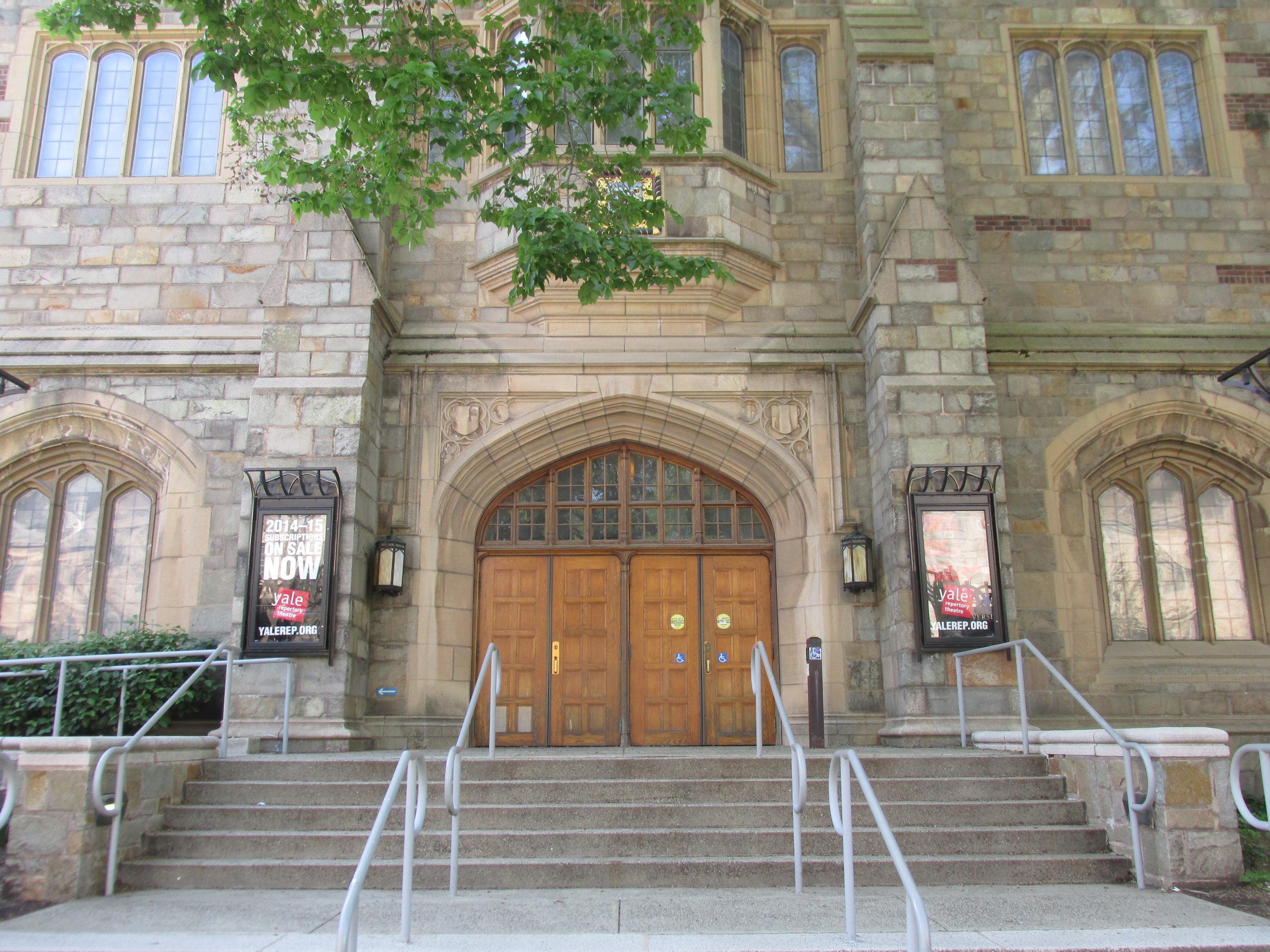
University Theatre, Yale School of Drama

Die Yale School of Drama in New Haven, Connecticut, ist Teil der Yale University und eine führende Ausbildungsstätte für Theaterberufe in den Vereinigten Staaten.
Sie bietet im Rahmen einer Graduate School Ausbildungen für Schauspiel, Regie, Dramaturgie und die Berufe des Theaterschriftstellers und Kritikers und – aber auch für die technischen Aspekte des Bühnenwesens wie Kostümbildnerei, Bühnenbild, Licht- und Tonregie sowie für kommerzielle Aspekte (Theatermanagement).
YSD operiert in Partnerschaft mit dem Yale Repertory Theatre.

## Geschichte
Am Ursprung der heutigen Institution stand der aktive Theaterverein der Yale University, die im Jahr 1900 gegründete Yale Dramatic Association. 1924 fand sich der Mäzen Edward S. Harkness bereit, ein Drama Department an der School of Fine Arts der Yale University zu finanzieren und zugleich ein entsprechendes Theatergebäude zu errichten. Der erste Master of Fine Arts in der Fachrichtung Drama wurde 1931 vergeben. 1955 wurde das Department zur School, also in den Fakultätsrang erhoben. Yale spielte hier eine Pionierrolle innerhalb der Ivy League. 1966 wurde das Yale Repertory Theatre ins Leben gerufen.

## Berühmte Absolventen
- Angela Bassett, Schauspielerin
- Patricia Clarkson, Schauspielerin
- Christopher Durang, Dramatiker
- Paul Giamatti, Schauspieler
- Frank D. Gilroy, Dramatiker, Drehbuchautor und Filmregisseur
- Kathryn Hahn, Schauspielerin
- Sabrina Le Beauf, Schauspielerin
- Charles Levin, Schauspieler
- Paul Newman, Schauspieler
- Chris Noth, Schauspieler
- Lupita Nyong’o, Schauspielerin
- Adam Stockhausen, Szenenbildner und Artdirector
- Meryl Streep, Schauspielerin
- Jessica Tuck, Schauspielerin
- Courtney B. Vance, Schauspieler
- Sigourney Weaver, Schauspielerin
- Willa Fitzgerald, Schauspielerin